# Mozn Hassan
Mozn Hassan (Arabia Saudi, 1979) es una defensora de los derechos de las mujeres egipcias. Fundó la asociación Nazra for Feminist Studies, participó en las protestas de la revolución egipcia de 2011 y trabajó para ayudar a quienes fueron agredidas sexualmente en ese momento. Desde entonces, ha hecho campaña para que modificaran la Constitución de Egipto y las leyes de delitos sexuales y para salvaguardar a las mujeres. Hassan recibió el Premio de Derechos Humanos Charlotte Bunch del Fondo Mundial para la Mujer en 2013. También recibió los Right Livelihood Awards, conocidos como el "Premio Nobel de la Paz alternativo", en 2016. Actualmente el gobierno egipcio le ha prohibido viajar y ha congelado sus cuentas bancarias por violar presuntamente las leyes de financiación extranjera.

## Biografía
Mozn Hassan nació en Arabia Saudita en 1979 de padres egipcios. Su padre trabajaba en una universidad allí y su madre era académica. Mozn Hassan obtuvo en 2000 un Bachelor (B. A.) Estudios greco-romanos en la Universidad de Alejandría. En 2002 se graduó en Estudios de la Sociedad Civil y Derechos Humanos en la Universidad de El Cairo. En 2005, un Master (M. A.) Derecho internacional de los derechos humanos (International Human Rights Law) en la Universidad Americana de El Cairo.

## Activismo
Hassan fundó Nazra for Feminist Studies, una organización de derechos de la mujer en 2007, es su directora ejecutiva. La organización trabaja para documentar violaciones de derechos humanos en todo el país. Nazra participó activamente en las protestas en la plaza Tahrir durante la revolución egipcia de 2011 y ayudó a proporcionar una respuesta coordinada a las agresiones sexuales que ocurrieron allí. También en 2011, la organización ayudó a establecer un sindicato para vendedores de pan en Suez. Desde 2012, Nazra ha ayudado a reubicar a 12 sobrevivientes de violación y ha amenazado a activistas por los derechos de las mujeres. También ha brindado asistencia médica y psicológica a más de 60 víctimas de agresión sexual y asesoría legal a más de 100 mujeres que fueron objeto de acoso sexual o fueron arrestadas debido a su participación en protestas.  
Nazra bajo Hassan presionó con éxito para que la Constitución de Egipto de 2014 abordara los derechos de las mujeres, para la introducción de leyes contra el acoso sexual y la expansión de las leyes existentes para cubrir más delitos sexuales. La organización lleva a cabo una "escuela feminista" anual para presentar a los jóvenes las cuestiones relacionadas con el género y orienta a las mujeres jóvenes de todo el espectro político en la política. Apoyó a 16 candidatas en las elecciones parlamentarias de 2011-2012, de las cuales una fue elegida, y cinco candidatas en las elecciones de 2015, de las cuales una fue elegida. El grupo también ha producido una obra de teatro, un cómic y un grupo de música para chicas. Nazra actualmente cuenta con 20 empleados, trabajando con 12 grupos feministas en todo el país.
Hassan recibió el Premio inaugural de Derechos Humanos Charlotte Bunch del Fondo Mundial para las Mujeres en 2013. Hassan y Nazra recibieron uno de los premios Right Livelihood Awards, a menudo llamado el "Premio Nobel de la Paz alternativo", en 2016 "por afirmar la igualdad y los derechos de las mujeres en circunstancias en las que están sujetas a violencia, abuso y discriminación continuos".
Hassan ha sido interrogada en varias ocasiones por su trabajo como activista. Recibió una citación de la policía egipcia mientras hablaba en la Comisión de las Naciones Unidas sobre la Condición Jurídica y Social de la Mujer en la ciudad de Nueva York en marzo de 2016. Fue acusada en virtud de una ley que prohíbe el suministro de fondos extranjeros o ayuda (de cualquier tipo) a organizaciones no gubernamentales egipcias y enfrenta una sentencia de cadena perpetua. Sus activos y los de Nazra fueron congelados el 11 de enero de 2017 por el Tribunal Penal de El Cairo. Desde su regreso a Egipto, se le ha impedido salir del país por una prohibición de viaje emitida por el tribunal.
Las acciones de las autoridades egipcias fueron condenadas en una declaración conjunta de 43 organizaciones de derechos de las mujeres que describió a Hassan como "una feminista prominente... conocida por su extenso trabajo en la construcción de movimientos feministas y la lucha contra la violencia sexual en la esfera pública". Una declaración separada firmada por 130 académicos declaró que "consideramos que la investigación [contra] Mozn Hassan es una amenaza directa al compromiso feminista y activista de Nazra para Estudios Feministas, cuyo trabajo se ha centrado en contribuir a la continuidad y el desarrollo del movimiento feminista en Egipto". La prohibición de viajar le impidió viajar a Estocolmo para reclamar su premio Right Livelihood.